# Ferdinand Leopold van Hohenzollern-Haigerloch
Ferdinand Leopold Anton van Hohenzollern-Haigerloch (Sigmaringen, 4 december 1692 - Brühl, 23 juli 1750) was van 1702 tot aan zijn dood graaf van Hohenzollern-Haigerloch. Hij behoorde tot het huis Hohenzollern-Sigmaringen.

## Levensloop
Ferdinand Leopold was de oudste zoon van graaf Frans Anton van Hohenzollern-Haigerloch uit diens huwelijk met Maria Anna Eusebia, dochter van graaf Anton Eusebius van Königsegg-Aulendorf. Na de dood van zijn vader in 1702 werd hij graaf van Hohenzollern-Haigerloch.
In 1706 trad hij toe tot de kapittel van de Dom van Keulen. Ook was hij van 1714 tot 1726 kanunnik in Speyer en vanaf 1725 kanunnik in Straatsburg. In Keulen was hij tussen 1724 en 1727 koorbisschop. In 1727 werd hij vicedeken, in 1731 domdeken. In 1733 werd hij door keurvorst-aartsbisschop Clemens August I van Beieren benoemd tot eerste minister van het keurvorstendom Keulen, als opvolger van Ferdinand von Plettenberg. In deze functie oefende hij wezenlijk minder invloed uit dan zijn voorganger. In 1745 vertegenwoordigde hij bij de verkiezing van keizer Frans I Stefan aartsbisschop Clemens August I en bracht hij de stemmen van het keurvorstendom Keulen uit.
Ferdinand Leopold overleed in juli 1750 en werd bijgezet in de Dom van Keulen. Aangezien hij als geestelijke ongehuwd en kinderloos was, volgde zijn jongere broer Frans Christoffel Anton hem op als graaf van Hohenzollern-Haigerloch.